# Гуль Ага Шерзай
Гуль Ага Шерзай (пушту ګل آغا شيرزی), також відомий як Мохаммад Шафік, афганський державний діяч. Колишній губернатор провінцій Кандагар та Нангархар. Наразі обіймає посаду міністра племен та прикордонних справ.

## Ранні роки
Гуль Ага Шерзай народився у 1954 році у провінції Кандагар. За походженням етнічний пуштун з племені Баракзай. При народженні він отримав ім'я Мохаммад Шафік, його батьком був Хаджі Абдул Латіф, власник невеликого чайного магазину в Кандагарі, який згодом став відомим командиром моджахедів. Шерзай прийняв ім'я Гуль Ага , коли приєднався до свого батька у боротьбі проти Радянського вторгнення.
Після смерті батька він додав до свого імені прізвище Шерзай (пушту син Лева).
Після повалення уряду НДПА, у 1992 році, Шерзай служив в якості губернатора Кандагара. Він зоставався на посаді губернатора до вересня 1994 року, коли "Талібан" ввів війська у Кандагар. Шерзай подав у відставку з посади губернатора і переховувався до кінця 2001 року.

## В уряді Карзая
В кінці 2001 року Шерзай відвоював Кандагар за підтримки американського спецпризу та Хаміда Карзая. Це була перша територія на півдні Афганістану, яку відвоювали у Талібана.
За словами Метью Айкінса, журналіста Harper's Magazine, Карзай призначив Муллу Накіба губернатором Кандагара. Але американське командування більше симпатизувало Шерзаю і тому змусило Карзая змінити свій вибір.
У серпні 2003 року афганський президент Хамід Карзай видав указ, щоб чиновники більше не могли займати одразу військові та цивільні посади. Новим губернатором Кандагару став Юсуф Пуштун.

### Політична кар'єра після Кандагару
У 2004 році Шерзай був призначений губернатором провінції Нангархар. Шерзай був важливим політичним союзник Карзая, і відігравав важливу роль у афганській політиці.

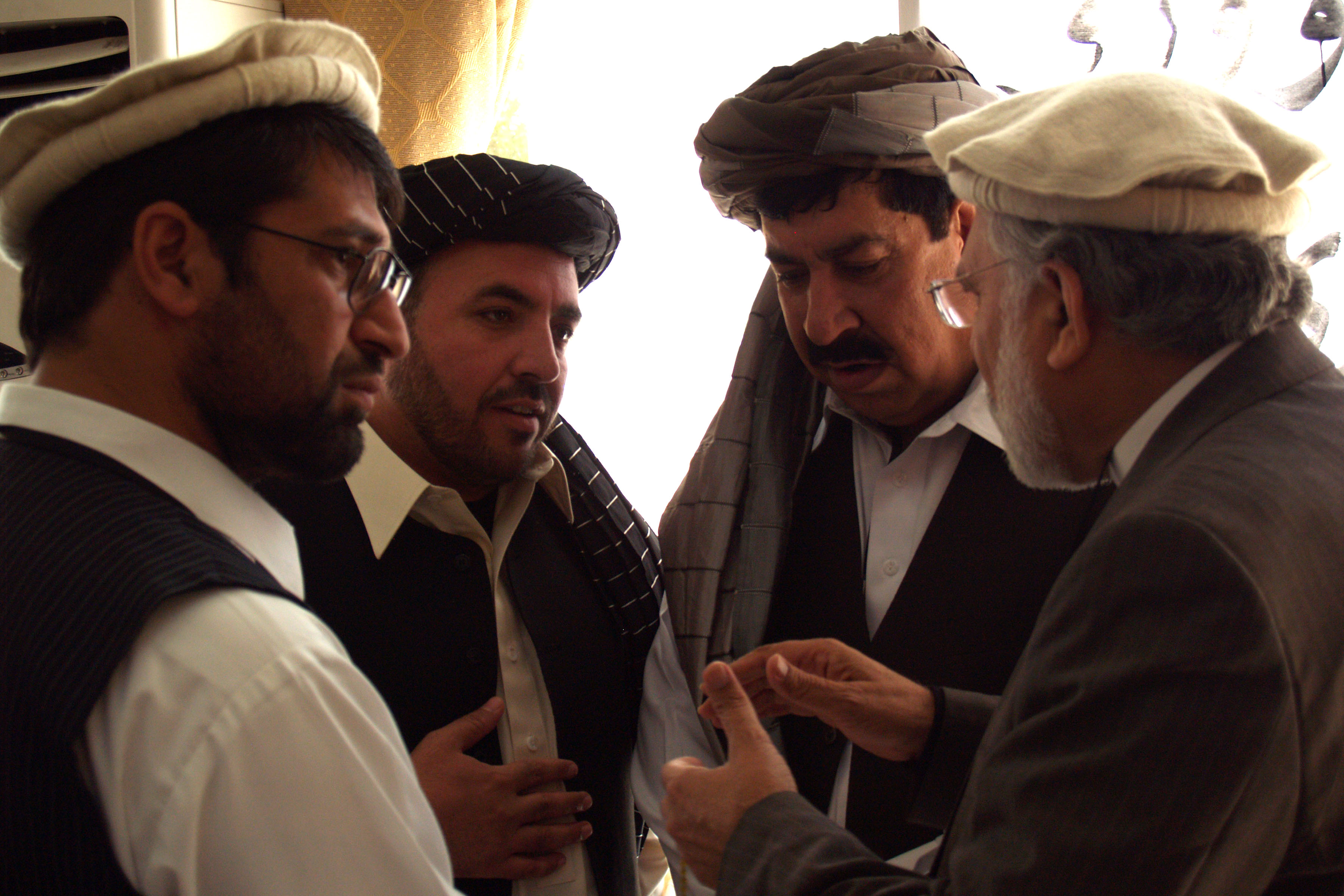
Шерзай разом з губернаторами Нурістану, Лагману та Кунару. 2009 рік

У липні 2006 року Шерзай пережив замах недалеко від Джелалабаду. У теракті було вбито п'ятьох поліцейських та поранено ще кілька людей, зокрема дітей. Він відкривав нещодавно побудований шосе, що сполучає місто Джелалабад з Торхамом, який є одним з найпопулярніших пунктом перетину кордону між Афганістаном і Пакистаном. 
Також на цій церемонії були присутніми президент Афганістану Хамід Карзай та прем'єр-міністр Пакистану Шаукат Азіз.
У січні 2009 року, Ахмад Маджидіар з Американського Інституту підприємництва, у своїй статті включив Шерзая у список з п'ятнадцяти можливих кандидатів у президенти на виборах 2009 року. У травні 2009 року, Шерзай оголосив, що він не буде кандидатом.
2 жовтня, 2013, Шерзай подав у відставку з поста губернатора провінції Нангархар і офіційно оголосив себе кандидатом в президенти на виборах 2014 року. На виборах він посів шосте місце з восьми кандидатів. За Шерзая віддали свої голоси трохи більше ніж півтора відсотка виборців.
25 липня 2017 року президент Афганістану Ашраф Гані, призначив Гуль Ага Шерзая міністром племен та прикордонних справ.

## Родина
Гуль Ага Шерзай має трьох жінок та 18 дітей.
Абдул Разик Шерзай, брат, захопив та держав під своїм контролем аеропорт Кандагару у 2001-02 роках. Згодом став командиром авіакрила Афганських повітряних сил.